# Liste der Naturdenkmäler im Bezirk Deutschlandsberg
Die Liste der Naturdenkmäler im Bezirk Deutschlandsberg listet die als Naturdenkmal ausgewiesenen Objekte im Bezirk Deutschlandsberg im Bundesland Steiermark auf. Bei den Naturdenkmälern handelt es sich um Bäume oder Baumgruppen, vier Naturdenkmäler sind geschützte Gewässerabschnitte, sieben Naturdenkmäler Felsformationen. Unter den als Naturdenkmälern ausgewiesenen Bäumen und Baumgruppen befinden sich verschiedene heimische und exotische Arten.

## Naturdenkmäler
Die Vorsortierung der Tabelle ist alphabetisch nach Gemeindenamen und KG.
| Foto |                 | Name                                                   | ID   | Standort | Beschreibung | Fläche  | Datum      |
| ---- | --------------- | ------------------------------------------------------ | ---- | --- | --- | ------- | ---------- |
| 1    | Datei hochladen | Teilstrecke der Schwarzen Sulm Michelitsch/Deutschmann | 1531 | Bad Schwanberg KG: Garanas bzw. Gressenberg Standort                                                                       | | 2,24 ha | 24.09.2007 |
| 1    | Datei hochladen | Teilstrecke der Schwarzen Sulm Masser Robert           | 1532 | Bad Schwanberg KG: Garanas bzw. Gressenberg Standort                                                                       | | 0,55 ha | 02.11.2007 |
| 1    | Datei hochladen | Eklogitfelsen                                          | 472  | Bad Schwanberg KG: Gressenberg Standort                                                                                    | | 357 m²  | 05.04.1978 |
| 1    | Datei hochladen | Eklogitfelsen                                          | 473  | Bad Schwanberg KG: Gressenberg GrStNr: 1388 Standort                                                                       | | 309 m²  | 08.07.2008 |
| 1    | Datei hochladen | Mammutbaum (Sequoiadendron giganteum)                  | 449  | Bad Schwanberg KG: Hollenegg GrStNr: 316 Standort                                                                          | | 260 m²  | 17.08.1978 |
| 1    | Datei hochladen | Fichte (Picea sp.)                                     | 451  | Bad Schwanberg KG: Hollenegg GrStNr: 316 Standort                                                                          | | 263 m²  | 11.08.1978 |
| 1    | Datei hochladen | Mammutbaum (Sequoiadendron giganteum)                  | 454  | Bad Schwanberg KG: Hollenegg GrStNr: 316 Standort                                                                          | | 121 m²  | 22.08.1978 |
| 1    | Datei hochladen | Blutbuche (Fagus sylvatica atropurpurea)               | 455  | Bad Schwanberg KG: Hollenegg GrStNr: 316 Standort                                                                          | | 253 m²  | 29.08.1978 |
| 1    | Datei hochladen | Eibe (Taxus baccata)                                   | 457  | Bad Schwanberg KG: Hollenegg GrStNr: 333 Standort                                                                          | | 181 m²  | 29.08.1978 |
| 1    | Datei hochladen | Ahornblättrige Platane (Platanus x hispanica)          | 458  | Bad Schwanberg KG: Hollenegg GrStNr: 332 Standort                                                                          | | 162 m²  | 27.05.2008 |
| 1    | Datei hochladen | Trauer-Esche (Fraxinus excelsior pendula)              | 459  | Bad Schwanberg KG: Hollenegg GrStNr: 333 Standort                                                                          | | 133 m²  | 27.05.2008 |
| 1    | Datei hochladen | Blutbuche (Fagus sylvatica atropurpurea)               | 461  | Bad Schwanberg KG: Hollenegg GrStNr: 332 Standort                                                                          | | 274 m²  | 20.11.2007 |
| 1    | Datei hochladen | Tulpenbaum (Liriodendron tulpifera)                    | 464  | Bad Schwanberg KG: Hollenegg GrStNr: 291 Standort                                                                          | | 672 m²  | 05.09.1978 |
| 1    | Datei hochladen | Pontische Azaleen (Azalea pontica)                     | 465  | Bad Schwanberg KG: Hollenegg GrStNr: 291 Standort                                                                          | | 146 m²  | 29.09.1978 |
| 1    | Datei hochladen | Libanon-Zeder (Cedrus libani)                          | 466  | Bad Schwanberg KG: Hollenegg GrStNr: 291 Standort                                                                          | Laut Hinweisschild vor Ort handelt es sich um eine Himalayazeder (Cedrus deodara) | 184 m²  | 29.09.1978 |
| 1    | Datei hochladen | Blutbuche (Fagus sylvatica atropurpurea)               | 467  | Bad Schwanberg KG: Hollenegg GrStNr: 284/1 Standort                                                                        | | 184 m²  | 28.09.1979 |
| 1    | Datei hochladen | Stieleiche (Quercus robur)                             | 503  | Bad Schwanberg KG: Hollenegg GrStNr: 284/1 Standort                                                                        | Anmerkung: Koordinaten auf Satellitenbild nicht überprüfbar da Waldgebiet. | 221 m²  | 07.05.2008 |
| 1    | Datei hochladen | Wasserfall in der Weißen Sulm                          | 476  | Bad Schwanberg, Wies KG: Oberfresen; Wiel St. Anna GrStNr: 246/2; 346/3 (Oberfresen); 252/1 (Wiel St. Anna); etc. Standort | | 5,16 ha | 12.04.1977 |
| 1    | Datei hochladen | Weißbuche (Carpinus betulus)                           | 429  | Bad Schwanberg KG: Schwanberg GrStNr: 1656/3 Standort                                                                      | | 301 m²  | 25.01.1978 |
| 1    | Datei hochladen | Eibe (Taxus baccata)                                   | 481  | Bad Schwanberg KG: Schwanberg GrStNr: 257 Standort                                                                         | | 88 m²   | 16.11.1978 |
| 1    | Datei hochladen | Felsengruppe Schwagbauerfelsen                         | 438  | Deutschlandsberg KG: Kruckenberg GrStNr: 30 Standort                                                                       | | 450 m²  | 27.02.1978 |
| 1    | Datei hochladen | Winterlinde (Tilia cordata)                            | 474  | Deutschlandsberg KG: Osterwitz GrStNr: 1082 Standort                                                                       | Der Baum hatte im Jahre 2015 einen Umfang von 3 m (in Brusthöhe gemessen). Mehrere alte Linden in der Nähe wurden gefällt. | 226 m²  | 18.04.1978 |
| 1    | Datei hochladen | Weißkiefer                                             | 475  | Deutschlandsberg KG: Osterwitz Standort                                                                                    | Die sogenannte „Wetterföhre“ hatte im Jahr 2015 einen Umfang von 2,75 m (in Brusthöhe gemessen). Der Baum ist eine der wenigen Kiefern in einem von Fichten und Lärchen dominierten Wald.Anmerkung: Koordinaten auf Satellitenbild nicht überprüfbar da mitten im Wald. | 0,1 ha  | 18.04.1978 |
| 1    | Datei hochladen | Winterlinde (Tilia cordata)                            | 440  | Deutschlandsberg KG: Rostock GrStNr: 254 Standort                                                                          | | 254 m²  | 27.02.1978 |
| 1    | Datei hochladen | Felsbildung Schrattelofen                              | 411  | Deutschlandsberg KG: Sallegg GrStNr: 90 Standort                                                                           | → Hauptartikel : Schrattelofen f1 | 0,28 ha | 27.02.1978 |
| 1    | Datei hochladen | Sommerlinde (Tilia platyphyllos)                       | 409  | Deutschlandsberg KG: Trahütten GrStNr: 292/1 Standort                                                                      | | 305 m²  | 27.02.1978 |
| 1    | Datei hochladen | Sommerlinde (Tilia platyphyllos)                       | 410  | Deutschlandsberg KG: Trahütten GrStNr: 292/1 Standort                                                                      | | 305 m²  | 27.02.1978 |
| 1    | Datei hochladen | Eibe (Taxus baccata)                                   | 404  | Eibiswald KG: Bachholz GrStNr: 832 Standort                                                                                | Eibe in unmittelbarer Nähe der Kapunerhütte nahe der slowenischen Grenze. Stammumfang 2015, auf Brusthöhe gemessen: 1,95 m.Anmerkung: Objekt mitten im Wald. Koordinaten nicht 100 % gesichert                                                                          | 90 m²   | 25.01.1978 |
| 1    | Datei hochladen | Gesteinsfalte                                          | 470  | Eibiswald KG: Hadernigg GrStNr: 425/1 Standort                                                                             | | 230 m²  | 19.05.1978 |
| 1    | Datei hochladen | Wasserfall des Essigbaches                             | 471  | Eibiswald KG: Hadernigg Standort                                                                                           | | 818 m²  | 20.06.1978 |
| 1    | Datei hochladen | Eibe (Taxus baccata)                                   | 407  | Eibiswald KG: Kleinradl GrStNr: 10 Standort                                                                                | | 9 m²    | 31.01.1978 |
| 1    | Datei hochladen | Eibe (Taxus baccata)                                   | 479  | Eibiswald KG: Kleinradl GrStNr: 166 Standort                                                                               | Der Baum steht etwa 80 m westlich unterhalb vom Hof vlg. Löscher am Waldrand.Anmerkung: Koordinaten auf Satellitenbild nicht überprüfbar da Mitten im Wald. | 85 m²   | 16.11.1977 |
| 1    | Datei hochladen | Weißbuche (Carpinus betulus)                           | 478  | Eibiswald KG: Pongratzen GrStNr: 652/4 Standort                                                                            | Diese außergewöhnliche Buche steht etwa 200 m nordwestlich vom Hof vlg. Schnabl im Wald.Anmerkung: Koordinaten auf Satellitenbild nicht überprüfbar da Mitten im Wald.                                                                                                  | 211 m²  | 13.10.2008 |
| 1    | Datei hochladen | Winterlinde (Tilia cordata)                            | 433  | Eibiswald KG: Pongratzen Standort                                                                                          | | 170 m²  | 19.05.1978 |
| 1    | Datei hochladen | Sommerlinde (Tilia platyphyllos)                       | 434  | Eibiswald KG: Pongratzen Standort                                                                                          | Anmerkung: Koordinaten unsicher | 254 m²  | 19.05.1978 |
| 1    | Datei hochladen | Sommerlinde (Tilia platyphyllos)                       | 435  | Eibiswald KG: Pongratzen Standort                                                                                          | Anmerkung: Koordinaten unsicher | 273 m²  | 19.05.1978 |
| 1    | Datei hochladen | Winterlinde (Tilia cordata)                            | 425  | Eibiswald KG: St. Oswald ob Eibiswald GrStNr: 75 Standort                                                                  | | 132 m²  | 18.06.2008 |
| 1    | Datei hochladen | Sommerlinde (Tilia platyphyllos)                       | 427  | Eibiswald KG: St. Oswald ob Eibiswald GrStNr: 37/6 Standort                                                                | | 224 m²  | 18.06.2008 |
| 1    | Datei hochladen | Sommerlinde (Tilia platyphyllos)                       | 428  | Eibiswald KG: St. Oswald ob Eibiswald Standort                                                                             | | 245 m²  | 18.06.2008 |
| 1    | Datei hochladen | Sommerlinde (Tilia platyphyllos)                       | 436  | Eibiswald KG: Soboth GrStNr: 872/1 Standort                                                                                | | 349 m²  | 18.06.2008 |
| 1    | Datei hochladen | Sommerlinde (Tilia platyphyllos)                       | 442  | Eibiswald KG: Soboth GrStNr: 551 Standort                                                                                  | | 113 m²  | 22.05.1978 |
| 1    | Datei hochladen | Sommerlinde (Tilia platyphyllos)                       | 443  | Eibiswald KG: Soboth GrStNr: 551 Standort                                                                                  | | 156 m²  | 22.05.1978 |
| 1    | Datei hochladen | Sommerlinde (Tilia platyphyllos)                       | 444  | Eibiswald KG: Soboth Standort                                                                                              | | 88 m²   | 22.05.1978 |
| 1    | Datei hochladen | Sommerlinde (Tilia platyphyllos)                       | 445  | Eibiswald KG: Soboth Standort                                                                                              | | 114 m²  | 23.05.1978 |
| 1    | Datei hochladen | Sommerlinde (Tilia platyphyllos)                       | 446  | Eibiswald KG: Soboth GrStNr: 493/1 Standort                                                                                | | 177 m²  | 18.04.1978 |
| 1    | Datei hochladen | Sommerlinde (Tilia platyphyllos)                       | 447  | Eibiswald KG: Soboth GrStNr: 493/1 Standort                                                                                | | 325 m²  | 03.08.1978 |
| 1    | Datei hochladen | Sommerlinde (Tilia platyphyllos)                       | 448  | Eibiswald KG: Soboth Standort                                                                                              | | 207 m²  | 18.04.1978 |
| 1    | Datei hochladen | Felsofen Alte Hütte                                    | 489  | Eibiswald KG: Soboth GrStNr: 55/1 Standort                                                                                 | | 238 m²  | 06.12.1988 |
| 1    | Datei hochladen | Eiche (Quercus sp.)                                    | 492  | Lannach KG: Blumegg GrStNr: 790 Standort                                                                                   | | 390 m²  | 07.09.1998 |
| 1    | Datei hochladen | Stieleiche (Quercus robur)                             | 1362 | Lannach KG: Lannach GrStNr: 774/4 Standort                                                                                 | | 297 m²  | 09.10.2001 |
| 1    | Datei hochladen | Eiche (Quercus sp.)                                    | 493  | Sankt Martin im Sulmtal KG: Aigen GrStNr: 254/1 Standort                                                                   | | 300 m²  | 07.09.1998 |
| 1    | Datei hochladen | Stieleiche (Quercus robur)                             | 431  | Stainz KG: Stainz GrStNr: 487 Standort                                                                                     | | 270 m²  | 02.05.2008 |
| 1    | Datei hochladen | Felssäule Mannagettaofen                               | 439  | Stainz KG: Trog GrStNr: 470/1 Standort                                                                                     | → Hauptartikel : Mannagetta-Ofen f1 | 0,15 ha | 28.07.2008 |
| 1    | Datei hochladen | Edelkastanie (Castanea sativa)                         | 484  | Wies KG: Buchenberg-Burgstall GrStNr: 51/1 Standort                                                                        | | 570 m²  | 08.07.2008 |
| 1    | Datei hochladen | Bergahorn (Acer pseudoplatanus)                        | 430  | Wies KG: Wiel St. Oswald GrStNr: 105/3 Standort                                                                            | Eindrucksvoller, formschöner Bergahorn mit einem Stammumfang von 5,10 m (auf Brusthöhe gemessen, 2015; darunter und darüber mächtiger) | 683 m²  | 25.01.1978 |
| 1    | Datei hochladen | Platanengruppe (Platanus acerifolia)                   | 491  | Wies KG: Wies GrStNr: 496/1 Standort                                                                                       | | 897 m²  | 01.04.2009 |

## Ehemalige Naturdenkmäler
| Foto |                 | Name                                          | ID  | Standort                                                    | Beschreibung                                                                                   | Fläche | Datum      |
| ---- | --------------- | --------------------------------------------- | --- | ----------------------------------------------------------- | ---------------------------------------------------------------------------------------------- | ------ | ---------- |
| 1    | Datei hochladen | Sommerlinde (Tilia platyphyllos)              | 432 | Bad Schwanberg KG: Gressenberg GrStNr: 1716 Standort        |                                                                                                | 170 m² | 08.07.2008 |
| 1    | Datei hochladen | Mammutbaum (Sequoiadendron giganteum)         | 456 | Bad Schwanberg KG: Hollenegg GrStNr: 316 Standort           |                                                                                                | 127 m² | 29.08.1978 |
| 1    | Datei hochladen | Mammutbaum (Sequoiadendron giganteum)         | 453 | Bad Schwanberg KG: Hollenegg GrStNr: 316 Standort           |                                                                                                | 60 m²  | 11.08.1978 |
| 1    | Datei hochladen | Winterlinde (Tilia cordata)                   | 480 | Deutschlandsberg KG: Hörbing Standort                       |                                                                                                | 174 m² | 02.05.2008 |
| 1    | Datei hochladen | Lärche (Larix decidua)                        | 482 | Deutschlandsberg KG: Sulz GrStNr: 349/1 Standort            |                                                                                                | 111 m² | 02.05.2008 |
| 1    | Datei hochladen | Birkenkögerl                                  |     | Deutschlandsberg KG: Klosterwinkel Standort                 | Als Naturdenkmal 2010 aufgehoben, da verwaldet, die namensgebende große Birke war abgestorben. |        |            |
| 1    | Datei hochladen | 2 Eiben (Taxus baccata)                       | 405 | Eibiswald KG: Eibiswald GrStNr: 823 Standort                |                                                                                                | 163 m² | 22.05.1978 |
| 1    | Datei hochladen | Sommerlinde (Tilia platyphyllos), Doppellinde | 426 | Eibiswald KG: St. Oswald ob Eibiswald GrStNr: 44/4 Standort |                                                                                                | 175 m² | 18.06.2008 |
| 1    | Datei hochladen | Sommerlinde (Tilia platyphyllos)              | 437 | Eibiswald KG: Soboth GrStNr: 477 Standort                   |                                                                                                | 319 m² | 27.02.1978 |
| 1    | Datei hochladen | Winterlinde (Tilia cordata)                   | 408 | Eibiswald KG: Stammeregg Standort                           |                                                                                                | 80 m²  | 25.01.1978 |
| 1    | Datei hochladen | Rotbuche (Fagus sylvatica)                    | 490 | Stainz KG: Stainz GrStNr: 12/6 Standort                     |                                                                                                | 272 m² | 21.11.1994 |

| Foto:                    | Fotografie des Naturdenkmals. Klicken des Fotos erzeugt eine vergrößerte Ansicht. Daneben finden sich zwei Symbole: \| Weitere Bilder vorhanden \| Das Symbol bedeutet, dass weitere Fotos des Objekts verfügbar sind. Durch Klicken des Symbols werden sie angezeigt. \| \| Eigenes Foto hochladen \| Durch Klicken des Symbols können weitere Fotos des Objekts in das Medienarchiv Wikimedia Commons hochgeladen werden. \| |
| Name:                    | Bezeichnung des Naturdenkmals laut offiziellen Quellen |
| ID                       | Identifikator |
| Standort:                | Es ist die Gemeinde und falls vorhanden die Adresse angegeben. Darunter sind die Katastralgemeinde (KG) und die Grundstücksnummer angeführt. Durch Aufruf des Links Standort wird die Lage des Denkmals in verschiedenen Kartenprojekten angezeigt. |
| Beschreibung             | Kurze Beschreibung des Naturdenkmals |
| Fläche                   | Fläche des Naturdenkmals in Hektar (ha) |
| Datum                    | Datum oder Jahr der Unterschutzstellung |
| Weitere Bilder vorhanden | Das Symbol bedeutet, dass weitere Fotos des Objekts verfügbar sind. Durch Klicken des Symbols werden sie angezeigt. |
| Eigenes Foto hochladen   | Durch Klicken des Symbols können weitere Fotos des Objekts in das Medienarchiv Wikimedia Commons hochgeladen werden. |